# Transformata
Transformata – wynik przekształcenia operandu pod wpływem działania operatora. Innymi słowy, transformatą nazywa się wynik działania transformacji (zob. szybka transformacja Fouriera).